# Podróż apostolska Jana Pawła II do Korei Południowej, Indonezji i na Mauritius
44. podróż apostolska Jana Pawła II – odbyła się w dniach 6–16 października 1989 roku. Papież odwiedził Koreę Południową, Indonezję i Mauritius.
Głównym celem wizyty w Korei Południowej był udział w 44. Kongresie Eucharystycznym w Seulu, w Indonezji było głoszenie Ewangelii oraz budowanie jedności kościoła, natomiast na Mauritiusie pogłębienie istniejącego braterstwa, solidarności i wzajemnego poszanowania.
Był to pierwszy raz kiedy to wyrażono zgodę na przelot papieskiego samolotu w sowieckiej przestrzeni powietrznej (podczas poprzedniej wizyty w Korei Południowej w 1984 przelot odbywał się nad Alaską), jednocześnie papież po raz pierwszy przebywał na obszarze Rosji, przez 8,5 godziny przelatując nad całym ZSRR od wejścia w okolicach Kijowa do wyjścia w okolicach Chabarowska. Jednocześnie władze chińskie odmówiły zgody na przelot nad terytorium Chin, co spowodowało przedłużenie lotu o godzinę i konieczność międzylądowania w Wenecji celem zatankowania paliwa.

## Przebieg pielgrzymki
Przebieg pielgrzymki był następujący:

### 6 października
- 13,5-godzinny lot z Rzymu do Seulu z międzylądowaniem w Wenecji celem zatankowania paliwa,

### 7 października
- przylot do Korei Południowej
- powitanie na lotnisku wojskowym Seulu przez prezydenta Korei Południowej Roh Tae-woo oraz przewodniczącego  konferencji Episkopatu Korei biskupa Suwonu, ordynariusza polowego Korei Angelo Kim Nam-su
- adoracja Najświętszego Sakramentu z udziałem 1400 osób w kościele Dobrego Pasterza w Seulu
- msza z udziałem 12 000 młodych osób oraz arcybiskupa Stephena Kim Sou-hwana w Olimpijskiej Hali Gimnastycznej w Seulu

### 8 października
- spotkanie z prezydentem Korei Południowej Roh Tae-woo w Błękitnym Domu w Seulu,
- msza z udziałem ponad 1 000 000 osób, koncelebrowana z 1500 kardynałami, arcybiskupami, biskupami oraz księżmi z 70 krajów, na zakończenie 44. Kongresu Eucharystycznego na wyspie Yeouido w Seulu,
- spotkanie z biskupami koreańskimi oraz biskupami z innych krajów uczestniczących w 44. kongresie Eucharystycznym w nuncjatura apostolskiej w Seulu
- spotkanie z 500 delegatami z 70 krajów przybyłymi na 44. Kongres Eucharystyczny w ośrodku kultury w ośrodku kultury Sejong w Seulu

### 9 października
- pożegnanie na lotnisku wojskowym Seulu z udziałem premiera Kanga Young-hoona,
- przylot do Indonezji,
- powitanie przez prezydenta Indonezji Suharto, w obecności wiceprezydenta Sudharmono, 40 członków rządu oraz korpusu dyplomatycznego w rezydencji prezydenta pałacu Merdeka w Dżakarcie,
- msza dla 150 000 osób dla stadionie Gelora Bung Karno w Dżakarcie,
- spotkanie z wiceprezydentem Sudharmono w nuncjaturze apostolskiej w Dżakarcie,
- udział w przyjęciu oraz spektaklu złożonym z tradycyjnej indonezyjskiej muzyki oraz tradycyjnych indonezyjskich tańców w rezydencji prezydenta Istana Negara w Dżakarcie

### 10 października
- msza dla 150 000 osób, udziałem kardynała Justinusa Darmojuwono na placu parad lotniska wojskowego Yogyakarcie,
- spotkanie z przedstawicielami głównych wspólnot religijnych Indonezji (islamu, protestantyzmu, katolicyzmu, hinduizmu oraz buddyzmu)  w skansenie Taman Mini Indonesia Indah w Dżakarcie,
- spotkanie z biskupami, kapłanami, zakonnicami i zakonnikami w katedrze Wniebowzięcia Najświętszej Maryi Panny w Dżakarcie,

### 11 października
- msza dla 250 000 osób, z udziałem arcybiskupa Donatusa Djagoma, na stadionie Duncunha w Maumere na wyspie Flores,
- wizyta w Wyższym Seminarium Duchownym św. Piotra w Maumere na wyspie Flores,

### 12 października
- poświęcenie katedry Niepokalanego Poczęcia Najświętszej Maryi Panny w Dili na wyspie Timor,
- msza dla 150 000 osób na esplanadzie Tasitolu na wyspie Timor,
- spotkanie w z profesorami, studentami oraz przedstawicielami świata kultury w Aula Magna Uniwersytetu katolickiego Alma Yaya w Dżakarcie

### 13 października
- msza dla 100 000 osób przed stacją misyjną prowadzoną przez franciszkanów konwentualnych w Tuntugan, Medan
- spotkanie z organizatorami pielgrzymki w nuncjaturze apostolskiej w Dżakarcie
- ceremonia pożegnalna z udziałem prezydenta Suharto w pałacu Merdeka
- spotkanie z 42 biskupami Indonezji w nuncjaturze apostolskiej w Dżakarcie

### 14 października
- powitanie przez kardynała Jeana Margéota, premiera Anerooda Jugnautha oraz członków rządu na lotnisku na Mauritiusie,
- msza z udziałem 80 000 osób (mieszkańców Mauritiusa, Madagaskaru oraz wyspy Reunion w parku przed kościołem Maryi Królowej Pokoju w Port Louis
- spotkanie z gubernatorem generalnym Veerasamy Ringadoo, premierem Aneroodem Jugnauthem oraz korpusem dyplomatycznym w pałacu gubernatora w Port Louis
- spotkanie z przedstawicielami głównych wspólnot religijnych Indonezji (islamu, protestantyzmu, katolicyzmu oraz hinduizmu) w diecezjalnym ośrodku formacji laikatu w Mont Thabor

### 15 października
- msza na stadionie w La Ferme na wyspie Reunion
- spotkanie z młodzieżą na stadionie w Beau Bassin
- modlitwa przy grobie bł. Jakuba Laval w kościele św. Krzyża w Port Louis

### 16 października
- msza w diecezjalnym ośrodku formacji laikatu w Mont Thabor
- spotkanie z organizatorami pielgrzymki w diecezjalnym ośrodku formacji laikatu w Mont Thabor
- spotkanie z dziećmi z kościoła św. Teresy w Curepipe
- pożegnanie przez kardynała Jeana Margéota, premiera Anerooda Jugnautha na lotnisku na Mauritiusie